# Quốc huy Cameroon
Quốc huy Cameroon bao gồm một lá chắn với một biểu ngữ trên và dưới nó. Đằng sau tấm khiên là hai con giáp. Chiếc khiên có hoa văn màu giống với lá cờ của Cameroon và ở trung tâm là bản đồ của quốc gia. Thang đo của công lý được đặt lên trên bản đồ của quốc gia kể từ năm 1998.'

## Biến thể

Huy hiệu Cameroon thuộc Anh (1922-1961)
Huy hiệu Cameroon thuộc Đức (1914)